# Alexia Brito
Alexia Brito (Bacabal, 4 de janeiro de 2005), mais conhecida pelo nome artístico Bota Pó, é uma mulher trans maranhense que atua como influencer, maquiadora, modelo e humorista. Produz conteúdo nos segmentos de moda e maquiagem, assim como conteúdo relacionado ao movimento LGBT e à causa trans. Pelo trabalho e exposição, foi apontada como fenômeno e exemplo de sucesso no meio digital, despontando como uma das grandes revelações da internet em 2021, ano em que foi eleita uma das 9 pessoas LGBTQIA+ que mais se destacaram.
Em 2022 ganhou o Prêmio Geração Glamour na categoria "geração Z" e o Prêmio Volts nas categorias  "criação de conteúdo" e "personalidade do ano".

## Biografia

### Repercussão e carreira na internet
Conquistou notoriedade na internet através as redes sociais, onde obteve repercussão através do conteúdo ligado à moda e beleza que produz desde os 16 anos, com apoio da mãe e da avó.
Uma das principais marcas da influenciadora fashion no início da carreira foi a produção de conteúdos em ambientes simples, como o quintal de casa.
O trabalho evoluiu e alcançou destaque, tornando Alexia referência em estilo e exemplo de sucesso no meio digital.
Tornou-se um dos assuntos mais comentados na internet ao viralizar o vídeo onde interpretava a música "Pega o Pato", tornando-se meme e sendo descrita como fenômeno das mídias sociais.
Em 2023 declarou que focaria no segmento de moda, tendo sido escalada, no mês de novembro, para desfilar pela grife Dendezeiro na São Paulo Fashion Week.

### Transição e ativismo
Em 2021, aos 17 anos, anunciou que estava em transição de gênero, quando recebeu apoio de diversos famosos.
Sobre a própria transição e a violência contra as pessoas trans, Alexia se pronunciou em entrevista à Marie Claire: "Ainda sinto muito medo do que os outros irão dizer ou fazer, afinal vivemos no país que mais mata mulheres trans. [...] mas não tinha jeito, eu precisava ser feliz.”.
A transição de Alexia foi descrita como "um ato de coragem que inspirou muitos de seus seguidores".
Em 2023, mostrou-se surpresa com a "destransição" e com as declarações de Catty Lares, com quem já gravou vídeos. A transição da influenciadora, que ocorreu por influência religiosa, levou-a dizer que havia sido "libertada". Com a repercussão da notícia, Alexia declarou:
| “                            | Quando vejo a pessoa falando que se libertou, que Deus libertou ela, é muito chocante. Ela não está matando, não está roubando, está sendo ela [...] Ser trans não é uma piada, não é uma doença. Até porque eu não escolheria ser trans no país que mais me mata e me agride. Ser uma pessoa LGBT não é uma questão de escolha, não escolheria uma expectativa de vida de até 35 anos. Cheguei até 18 anos, quantas não perderam a vida novinhas por ser quem são? [...] Nasci assim e fui me descobrindo ao longo do tempo" | ” |
| — Alexia Brito, no Instagram | |   |

### Ataques e preconceito
Alexia começou a enfrentar a transfobia ainda na Escola, onde sofria bullying dos colegas e foi alvo de reclamações perante a direção da instituição em razão de frequentar as aulas utilizando maquiagem.
Em 2021 foi convidada pelo Governo do Estado do Maranhão para estrelar a campanha televisiva de lançamento da Plataforma Gonçalves Dias de Educação. Em razão da propaganda veiculada, Bota Pó foi alvo de ataques homofóbicos por parte do senador maranhense Roberto Rocha (PSDB), que afirmou que a peça se tratava de "apologia à homossexualidade".
Em resposta, Alexia repudiou os ataques do senador, recebendo apoio de diversas personalidades da mídia. Diante da repercussão, o parlamentar apagou a postagem das redes sociais.
O perfil de Bota Pó no Instagram também foi alvo de denúncias, obrigando a influenciadora a afastar-se das redes sociais por seis meses. Ela declarou que teve mais de cinco contas desativadas.
Em 2022 perdeu mais de 2000 seguidores nas redes ao declarar apoio a Luiz Inácio Lula da Silva nas eleições presidenciais. Sobre o ocorrido, disse que "se livrou dos bolsominions", como são conhecidos os apoiadores do ex-presidente Jair Bolsonaro.

## Reconhecimento e prêmios
Em 2021 foi eleita pelo site IG como uma das 9 LGBTs mais influentes do ano.
No ano de 2022 foi laureada com dois troféus do Prêmio Volts nas categorias "criação de conteúdo" e "personalidade do ano".
Ainda em 2022 venceu a categoria "Geração Z" do Prêmio Geração Glamour, evento que prestigia mulheres de destaque no ano.
Foi destaque na campanha da Agência Soko, inspirada no filme Garotas Malvadas.
Foi objeto de inúmeras reportagens na mídia, onde se destacou o pioneirismo de Alexia como influenciadora nas redes sociais.
Em 2023 foi descrita como uma das influenciadoras de moda mais promissoras do Brasil.